# Liste des lieux patrimoniaux du comté de Peterborough
Cet article recense les lieux patrimoniaux du comté de Peterborough inscrits au répertoire des lieux patrimoniaux du Canada, qu'ils soient de niveau provincial, fédéral ou municipal.

## Liste
- Haut – A
- B
- C
- D
- E
- F
- G
- H
- I
- J
- K
- L
- M
- N
- O
- P
- Q
- R
- S
- T
- U
- V
- W
- X
- Y
- Z

| [ 1 ] | Lieu patrimonial                                                         | Illustration                                                             | Municipalité                 | Adresse                             | Coordonnées      | No    | Constr. | Prot.                                    | Rec. | Notes |
| ----- | ------------------------------------------------------------------------ | ------------------------------------------------------------------------ | ---------------------------- | ----------------------------------- | ---------------- | ----- | ------- | ---------------------------------------- | ---- | ----- |
| F     | Pétroglyphes de Peterborough                                             | Pétroglyphes de Peterborough                                             | North Kawartha (en)          |                                     | 44.6128 -78.0427 | 11705 |         | LHN                                      | 1980 |       |
| F     | Tumulus Serpent                                                          | Tumulus Serpent                                                          | Otonabee-South Monaghan (en) |                                     | 44.2157 -78.1428 | 14407 |         | LHN                                      | 1982 |       |
| M     | Absalom Ingram House                                                     | Absalom Ingram House                                                     | Peterborough                 | 309 Engleburn Avenue                | 44.3032 -78.3126 | 2155  | 1854    | Municipal Heritage Designation (Part IV) | 1981 |       |
| M     | Auburn Mills Cottage                                                     | Téléverser                                                               | Peterborough                 | 205 Lisburn Street                  | 44.3242 -78.3114 | 6378  | 1879    | Municipal Heritage Designation (Part IV) | 2005 |       |
| M     | Bonner Worth Mill Administration Building                                | Bonner Worth Mill Administration Building                                | Peterborough                 | 544, McDonnel Street                | 44.3083 -78.3365 | 4054  | 1920    | Municipal Heritage Designation (Part IV) | 2005 |       |
| M     | Burnham Mansion                                                          | Téléverser                                                               | Peterborough                 | 760 Lansdowne Street East           | 44.296 -78.2774  | 1386  | 1873    | Municipal Heritage Designation (Part IV) | 1983 |       |
| M     | Cathedral of St. Peters in Chains                                        | Cathedral of St. Peters in Chains                                        | Peterborough                 | 316 Hunter Street West              | 44.3056 -78.3276 | 1566  | 1837    | Municipal Heritage Designation (Part IV) | 1978 |       |
| M     | Central School                                                           | Téléverser                                                               | Peterborough                 | 90, Murray Street                   | 44.3091 -78.3177 | 7607  | 1860    | Municipal Heritage Designation (Part IV) | 2005 |       |
| M     | Confederation Park                                                       | Confederation Park                                                       | Peterborough                 | 501 George Street North             | 44.3086 -78.3208 | 1664  | 1884    | Municipal Heritage Designation (Part IV) | 1983 |       |
| M     | The Dixon-Stevenson-Bradburn Building                                    | Téléverser                                                               | Peterborough                 | 379 George Street North             | 44.3052 -78.3203 | 6388  | 1866    | Municipal Heritage Designation (Part IV) | 2005 |       |
| M     | Dumble-Hinton House                                                      | Téléverser                                                               | Peterborough                 | 607 Stewart Street                  | 44.3123 -78.3264 | 1558  | 1890    | Municipal Heritage Designation (Part IV) | 1997 |       |
| M     | Eastland House                                                           | Téléverser                                                               | Peterborough                 | 273, Hunter Street West             | 44.3057 -78.3251 | 7609  | 1848    | Municipal Heritage Designation (Part IV) | 2005 |       |
| M     | Engleburn House                                                          | Engleburn House                                                          | Peterborough                 | 260 Engleburn Avenue                | 44.3023 -78.3131 | 1334  | 1853    | Municipal Heritage Designation (Part IV) | 1980 |       |
| M     | Fair-Bierk Building                                                      | Fair-Bierk Building                                                      | Peterborough                 | 383 George Street North             | 44.3054 -78.3203 | 1391  | 1860    | Municipal Heritage Designation (Part IV) | 2004 |       |
| M     | Former Peterborough Post Office and Customs Building                     | Former Peterborough Post Office and Customs Building                     | Peterborough                 | 191 201 Charlotte Street            | 44.303 -78.3219  | 5531  | 1955    | Municipal Heritage Designation (Part IV) | 2005 |       |
| M     | George Street United Church                                              | George Street United Church                                              | Peterborough                 | 534 George Street                   | 44.3099 -78.3197 | 1564  | 1875    | Municipal Heritage Designation (Part IV) | 1990 |       |
| M     | Grover-Nicholls House                                                    | Grover-Nicholls House                                                    | Peterborough                 | 415 Rubidge Street                  | 44.3062 -78.3275 | 1552  | 1847    | Municipal Heritage Designation (Part IV) | 1977 |       |
| M     | Hamilton Carriage House                                                  | Téléverser                                                               | Peterborough                 | 478, Downie Street                  | 44.3078 -78.329  | 6389  | 1880    | Municipal Heritage Designation (Part IV) | 2005 |       |
| M     | Harstone House                                                           | Harstone House                                                           | Peterborough                 | 565 Water Street                    | 44.3111 -78.3196 | 1326  | 1889    | Municipal Heritage Designation (Part IV) | 1982 |       |
| M     | Hay-Smit House                                                           | Hay-Smit House                                                           | Peterborough                 | 155 Hunter Street East              | 44.3068 -78.3071 | 5549  | 1907    | Municipal Heritage Designation (Part IV) | 2005 |       |
| M     | Henry Calcutt House                                                      | Henry Calcutt House                                                      | Peterborough                 | 73 Robinson Street                  | 44.3042 -78.3103 | 1369  | 1866    | Municipal Heritage Designation (Part IV) | 1990 |       |
| M     | Henry Myers Cottage                                                      | Henry Myers Cottage                                                      | Peterborough                 | 538 Harvey Street                   | 44.3102 -78.3178 | 1547  | 1858    | Municipal Heritage Designation (Part IV) | 1985 |       |
| M     | Hutchison House                                                          | Hutchison House                                                          | Peterborough                 | 270 Brock Street                    | 44.3072 -78.3252 | 1329  | 1837    | Municipal Heritage Designation (Part IV) | 1977 |       |
| M     | James Menzies House                                                      | James Menzies House                                                      | Peterborough                 | 279, Sherbrooke Street              | 44.3004 -78.3251 | 3021  | 1872    | Municipal Heritage Designation (Part IV) | 1980 |       |
| M     | James Miller House                                                       | James Miller House                                                       | Peterborough                 | 565-569 Harvey Street               | 44.3112 -78.3184 | 1348  | 1861    | Municipal Heritage Designation (Part IV) | 1983 |       |
| M     | James Reid House                                                         | Téléverser                                                               | Peterborough                 | 1154 Armour Road                    | 44.3392 -78.3073 | 1557  | 1856    | Municipal Heritage Designation (Part IV) | 1983 |       |
| M     | John Britton House                                                       | John Britton House                                                       | Peterborough                 | 533, Harvey Street                  | 44.3101 -78.3183 | 3020  | 1850    | Municipal Heritage Designation (Part IV) | 1985 |       |
| F     | Lieu historique national du Canada Cox Terrace                           | Lieu historique national du Canada Cox Terrace                           | Peterborough                 | 332-344 Rubidge Street              | 44.3036 -78.3265 | 1188  | 1884    | National Historic Site of Canada         | 1991 |       |
| F     | Lieu historique national du Canada de l'Écluse-Ascenseur-de-Peterborough | Lieu historique national du Canada de l'Écluse-Ascenseur-de-Peterborough | Peterborough                 | 220 Hunter Street East              | 44.308 -78.3004  | 11449 | 1904    | National Historic Site of Canada         | 1979 |       |
| F     | Lieu historique national du Canada du Manège-Militaire-de-Peterborough   | Téléverser                                                               | Peterborough                 | 220 Murray Street                   | 44.3083 -78.3206 | 7647  | 1909    | National Historic Site of Canada         | 1989 |       |
| M     | The Lundy Building                                                       | Téléverser                                                               | Peterborough                 | 285 George Street North             | 44.3023 -78.32   | 6387  | 1875    | Municipal Heritage Designation (Part IV) | 2005 |       |
| M     | Malcolm House                                                            | Téléverser                                                               | Peterborough                 | 488 Aylmer Street                   | 44.3085 -78.3233 | 2145  | 1857    | Municipal Heritage Designation (Part IV) | 1985 |       |
| M     | Malone                                                                   | Malone                                                                   | Peterborough                 | 62 Dunlop Street                    | 44.3204 -78.3124 | 1580  | 1852    | Municipal Heritage Designation (Part IV) | 1978 |       |
| F     | Manège militaire de Peterborough                                         | Manège militaire de Peterborough                                         | Peterborough                 | 220 Murray Street                   | 44.3083 -78.3206 | 4340  | 1909    | Classified Federal Heritage Building     | 1990 |       |
| M     | Marchbanks                                                               | Marchbanks                                                               | Peterborough                 | 361 Park Street North               | 44.3041 -78.3301 | 1498  | 1850    | Municipal Heritage Designation (Part IV) | 2004 |       |
| M     | Market Hall and Clock Tower                                              | Market Hall and Clock Tower                                              | Peterborough                 | 360 George Street                   | 44.3042 -78.3196 | 1345  | 1890    | Municipal Heritage Designation (Part IV) | 1977 |       |
| M     | Merino                                                                   | Téléverser                                                               | Peterborough                 | 17, Merino Road                     | 44.3038 -78.3563 | 8436  | 1851    | Municipal Heritage Designation (Part IV) | 2006 |       |
| M     | Morrow Building                                                          | Morrow Building                                                          | Peterborough                 | 442-444-446-448 George Street North | 44.3073 -78.3199 | 1546  | 1879    | Municipal Heritage Designation (Part IV) | 1995 |       |
| M     | Old Pump House                                                           | Old Pump House                                                           | Peterborough                 | 1230 Water Street                   | 44.3419 -78.3117 | 1389  | 1893    | Municipal Heritage Designation (Part IV) | 1983 |       |
| M     | Pagoda Bridge                                                            | Pagoda Bridge                                                            | Peterborough                 | 610 Parkhill Road West              | 44.3109 -78.341  | 1645  | 1895    | Municipal Heritage Designation (Part IV) | 1987 |       |
| M     | Pappas Building                                                          | Téléverser                                                               | Peterborough                 | 407-409 George Street North         | 44.3061 -78.3203 | 7793  | 1867    | Municipal Heritage Designation (Part IV) | 2005 |       |
| M     | Peck House                                                               | Peck House                                                               | Peterborough                 | 183 Mark Street                     | 44.3003 -78.3093 | 1548  | 1850    | Municipal Heritage Designation (Part IV) | 1978 |       |
| P     | Peterborough CPR Station                                                 | Téléverser                                                               | Peterborough                 | 175, George Street North            | 44.2987 -78.3201 | 4400  | 1884    | Ontario Heritage Foundation Easement     | 1998 |       |
| P     | Peterborough CPR Station                                                 | Peterborough CPR Station                                                 | Peterborough                 | 175, George Street North            | 44.2987 -78.3201 | 8883  | 1884    | Ontario Heritage Foundation Easement     | 1998 |       |
| M     | Peterborough Family YMCA                                                 | Peterborough Family YMCA                                                 | Peterborough                 | 475 George Street North             | 44.308 -78.3206  | 1556  | 1896    | Municipal Heritage Designation (Part IV) | 1985 |       |
| M     | Pioneer Park                                                             | Pioneer Park                                                             | Peterborough                 | 51 Hilliard Street                  | 44.322 -78.318   | 1587  | 1855    | Municipal Heritage Designation (Part IV) | 2004 |       |
| M     | Robert Graham House                                                      | Robert Graham House                                                      | Peterborough                 | 547 Water Street                    | 44.3105 -78.3195 | 1371  | 1856    | Municipal Heritage Designation (Part IV) | 1997 |       |
| M     | Sadleir House                                                            | Sadleir House                                                            | Peterborough                 | 751 George Street North             | 44.3118 -78.0947 | 6377  | 1892    | Municipal Heritage Designation (Part IV) | 2005 |       |
| M     | Smithtown Hill House                                                     | Smithtown Hill House                                                     | Peterborough                 | 269 Edinburgh Street                | 44.3129 -78.3254 | 1565  | 1848    | Municipal Heritage Designation (Part IV) | 2004 |       |
| M     | St. John the Evangelist Anglican Church                                  | St. John the Evangelist Anglican Church                                  | Peterborough                 | 118 Hunter Street                   | 44.3068 -78.3181 | 1346  | 1837    | Municipal Heritage Designation (Part IV) | 1977 |       |
| P     | St. John the Evangelist Church                                           | St. John the Evangelist Church                                           | Peterborough                 | 118, Hunter Street                  | 44.3066 -78.3179 | 10580 | 1836    | Ontario Heritage Foundation Easement     | 1994 |       |
| M     | St. Peter's Bishop's Palace                                              | St. Peter's Bishop's Palace                                              | Peterborough                 | 350 Hunter Street West              | 44.3058 -78.3287 | 1579  | 1885    | Municipal Heritage Designation (Part IV) | 1978 |       |
| M     | St. Peter's Cathedral Centre                                             | St. Peter's Cathedral Centre                                             | Peterborough                 | 317 Hunter Street West              | 44.3056 -78.3276 | 1559  | 1865    | Municipal Heritage Designation (Part IV) | 1978 |       |
| M     | St. Peter's Rectory                                                      | St. Peter's Rectory                                                      | Peterborough                 | 411 Reid Street                     | 44.3059 -78.3283 | 1581  | 1865    | Municipal Heritage Designation (Part IV) | 1978 |       |
| M     | Sutton-Deyman House                                                      | Sutton-Deyman House                                                      | Peterborough                 | 82 Dublin Street                    | 44.3124 -78.3176 | 1554  | 1926    | Municipal Heritage Designation (Part IV) | 1995 |       |
| M     | The Pines                                                                | The Pines                                                                | Peterborough                 | 266 Burnham Street                  | 44.3024 -78.3115 | 1394  | 1877    | Municipal Heritage Designation (Part IV) | 1981 |       |
| M     | Verulam                                                                  | Verulam                                                                  | Peterborough                 | 236 Burnham Street                  | 44.3015 -78.3115 | 1555  | 1877    | Municipal Heritage Designation (Part IV) | 1986 |       |
| M     | The Yelland Building                                                     | The Yelland Building                                                     | Peterborough                 | 464, George Street North            | 44.3074 -78.3201 | 5545  | 1890    | Municipal Heritage Designation (Part IV) | 2005 |       |
| M     | Weller-Boucher House                                                     | Weller-Boucher House                                                     | Peterborough                 | 548 Weller Street                   | 44.3052 -78.3355 | 1620  | 1855    | Municipal Heritage Designation (Part IV) | 1978 |       |
| M     | William Blackwell House                                                  | Téléverser                                                               | Peterborough                 | 84 Benson Avenue                    | 44.3178 -78.3228 | 1573  | 1888    | Municipal Heritage Designation (Part IV) | 1981 |       |
| M     | William Dixon House                                                      | William Dixon House                                                      | Peterborough                 | 661 Park Street North               | 44.3131 -78.3352 | 1396  | 1837    | Municipal Heritage Designation (Part IV) | 1986 |       |